# Leonardo Ulrich Steiner
Leonardo Ulrich Steiner, O.F.M. (Forquilhinha, 6 de novembro de 1950) é um frade e cardeal franciscano brasileiro, segundo bispo da Prelazia de São Félix, de 2005 a 2011. Atualmente é o Arcebispo Metropolitano de Manaus.

## Biografia
É descendente de alemães, vindos da Renânia-Palatinado. No ano de 1863, Max Joseph Steiner emigrou para o Brasil, acompanhado de seu pai, Peter Joseph Steiner, então viúvo de Gertrud Kraus. Em território brasileiro, Max contraiu matrimônio com Emma Rödius, imigrante proveniente da cidade de Hilden, na Alemanha. Dessa união nasceu Georg Steiner, avô paterno de Dom Leonardo.
Seus pais, Leonardo Steiner e Carlota Arns, residentes em Forquilhinha, constituíram uma família numerosa, composta por dezesseis filhos ao todo. As crianças nascidas antes da Segunda Guerra Mundial tinham o alemão como língua materna. Contudo, com a entrada do Brasil no conflito ao lado dos Aliados, o uso do idioma alemão passou a ser severamente reprimido, sobretudo em comunidades formadas por imigrantes oriundos de países do Eixo. Forquilhinha, situada em Santa Catarina, foi uma dessas localidades afetadas, uma vez que era colônia alemã, tendo registrando inclusive a prisão de três moradores em decorrência do uso da língua e de manifestações culturais associadas à Alemanha.
Sua infância foi calma e pacata. Ele e os demais irmãos desempenhavam diversas responsabilidades na propriedade rural onde residiam. Cabia a eles atividades como a ordenha das vacas, os cuidados com as galinhas e a colheita de frutas frescas, que a mãe utilizava na preparação do tradicional schmier, uma espécie de geleia artesanal típica da cultura germânica.
Era após concluírem as tarefas domésticas e os estudos, que podiam jogar bola e brincar com os primos, correndo livremente pelos quintais e campos da colônia. No entanto, quando os sinos da igreja soavam às 18 horas, sabiam que era hora de encerrar as brincadeiras. Ele e seus outros irmãos tinham de ir ao pasto buscar os bezerros e retornar para casa.
A família de Leonardo e Carlota, sempre cultivou profundamente a fé católica: a oração do terço todas as noites constituía uma prática constante, marcada por uma espiritualidade intensa. Eles desenvolviam uma forma de piedade denominada Andacht, uma devoção de caráter contemplativo. Desde muito jovem, Dom Leonardo demonstrava admiração pelos sacerdotes que celebravam na igreja frequentada pela família, iniciando sua participação ativa na comunidade como coroinha. Ele costumava acompanhar o Frei Everaldo Allkemper em viagens de charrete por comunidades rurais, colaborando na evangelização de pessoas residentes em áreas mais afastadas.
Além de Dom Leonardo, outros dois irmãos também seguiram a vocação religiosa: Frei Wilson Steiner, que ingressou na Ordem dos Frades Menores (Franciscanos), e Irmã Esther Steiner, consagrada na Congregação das Irmãs Escolares de Nossa Senhora.
Inclusive, na primeira missa de seu irmão, Frei Wilson Steiner, Dom Leonardo ainda um menino, saiu da casa paterna como coroinha, acompanhado do irmão Otmar, também como coroinha, e da irmã Edeltraut em procissão.
Ingressou na Ordem dos Frades Menores no dia 20 de janeiro de 1972, quando foi admitido no Noviciado da Província Franciscana da Imaculada Conceição do Brasil. Sua formação, contudo, começou bem antes nos seminários da Província. Fez o ensino fundamental de 1963 a 1971 e o ensino médio de 1969 a 1971 no Seminário Santo Antônio de Agudos.
Ele cursou Filosofia e Teologia em Petrópolis, de 1973 a 1978, quando os dois cursos eram integrados. Foi ordenado padre pelas mãos de Dom Paulo Evaristo Arns, seu primo, no dia 21 de janeiro de 1978.
Com uma sólida formação pedagógica, assumiu trabalhos na área da educação, compondo os quadros de professores das suas casas de formação. De 1981 a 1982, concluiu o curso de Pedagogia e de 1987 a 1994 tornou-se "mestre de noviços", um cargo muito importante na formação religiosa.
A partir de 1995, Frei Ulrich se transferiu para o Pontifício Ateneu Antoniano, em Roma, onde fez os estudos de especialização (mestrado) em Filosofia (1995-1998) e Doutorado também em Filosofia (1999-2001), quando defendeu a tese doutoral “A Aseidade – O Conceito de Deus em Bernhard Welte”. De 1999 a 2003 exerceu a função de secretário geral do Pontifício Ateneu Antoniano.
De volta ao Brasil, de 2003 até sua nomeação episcopal, Frei Ulrich foi vigário da paróquia do Senhor Bom Jesus, Curitiba, onde também passou a lecionar na Faculdade de Filosofia São Boaventura.
É declarado torcedor do Criciúma Esporte Clube, time de futebol da cidade ao lado da cidade de seu nascimento.

## Trabalhos pastorais

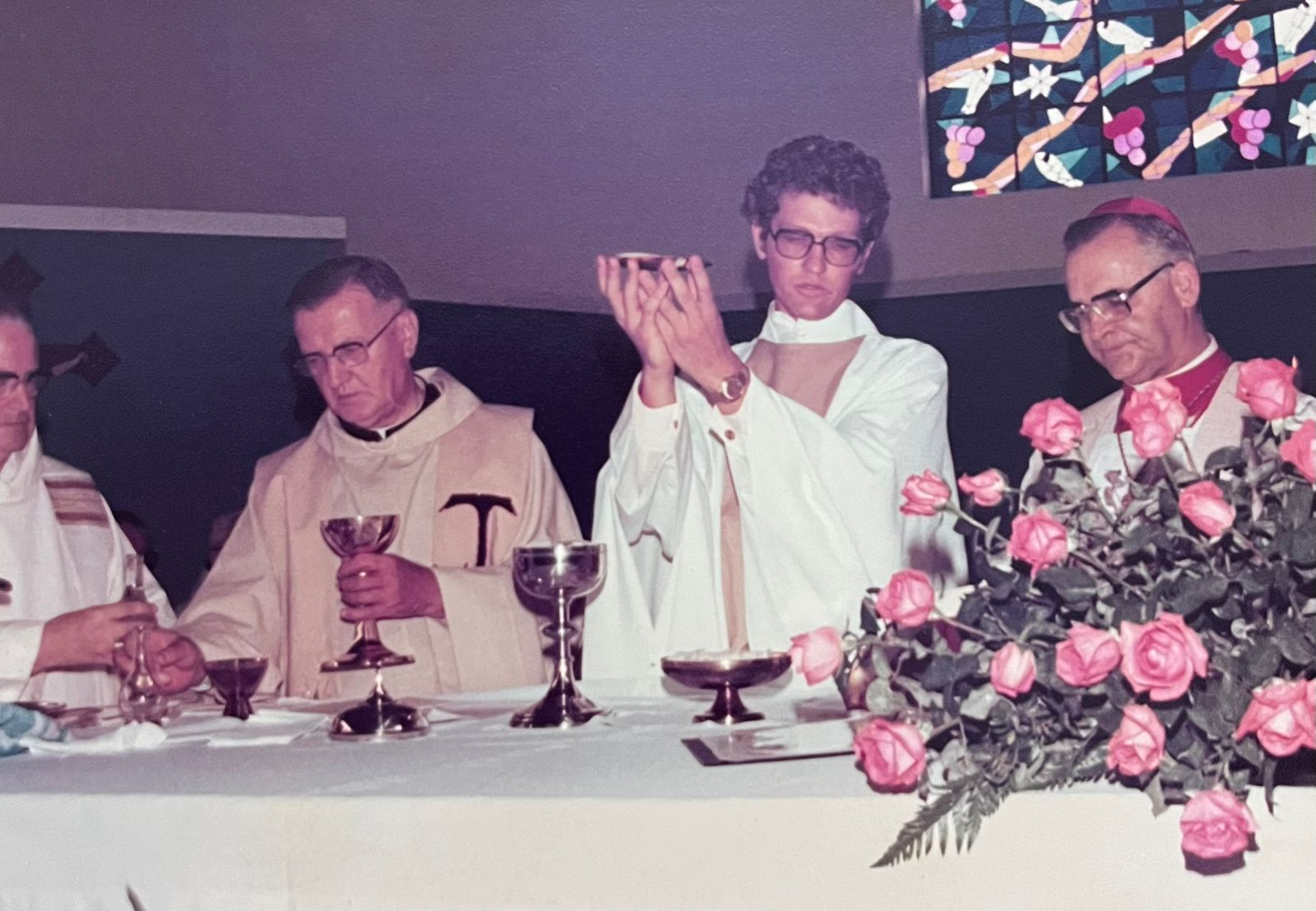
Dom Leonardo em sua primeira missa como frade Franciscano. Ao seu lado, Dom Paulo Evaristo Arns.

Foi professor de 1973 a 1977 e orientador educacional no Colégio dos Meninos Cantores de Petrópolis; mestre dos postulantes em 1978 em Guaratinguetá; professor de 1979 a 1982 e orientador educacional no Seminário Santo Antônio em Agudos; mestre dos postulantes de 1983 a 1986 em Guaratinguetá; mestre dos noviços e mestre dos irmãos de profissão temporária em Rodeio de 1987 a 1995.
Vigário nas paróquias de São Benedito, Guaratinguetá; São Paulo Apóstolo, Agudos; São Francisco de Assis, Rodeio; secretário para a Formação e Estudos da Província da Imaculada Conceição de 1985 a 1987; assistente das Equipes de Nossa Senhora de 1983  a 1986; assistente do Mosteiro de Nazaré das Clarissas, Lages de 1985 a 1995; membro da primeira Comissão pró Ratio Studiorum da Ordem dos Frades Menores em 1990; visitador-geral para a Província de São Francisco de Assis no Rio Grande do Sul, em 1995;
secretário-geral do Pontifício Ateneo Antonianum de 1999 a 2003; professor de Filosofia da Religião do pontifício Ateneo Antonianum na qualidade de professor visitante de 2001 a 2003, ministrando também as disciplinas: Leitura dos clássicos e Metodologia Filosófica.

## Episcopado

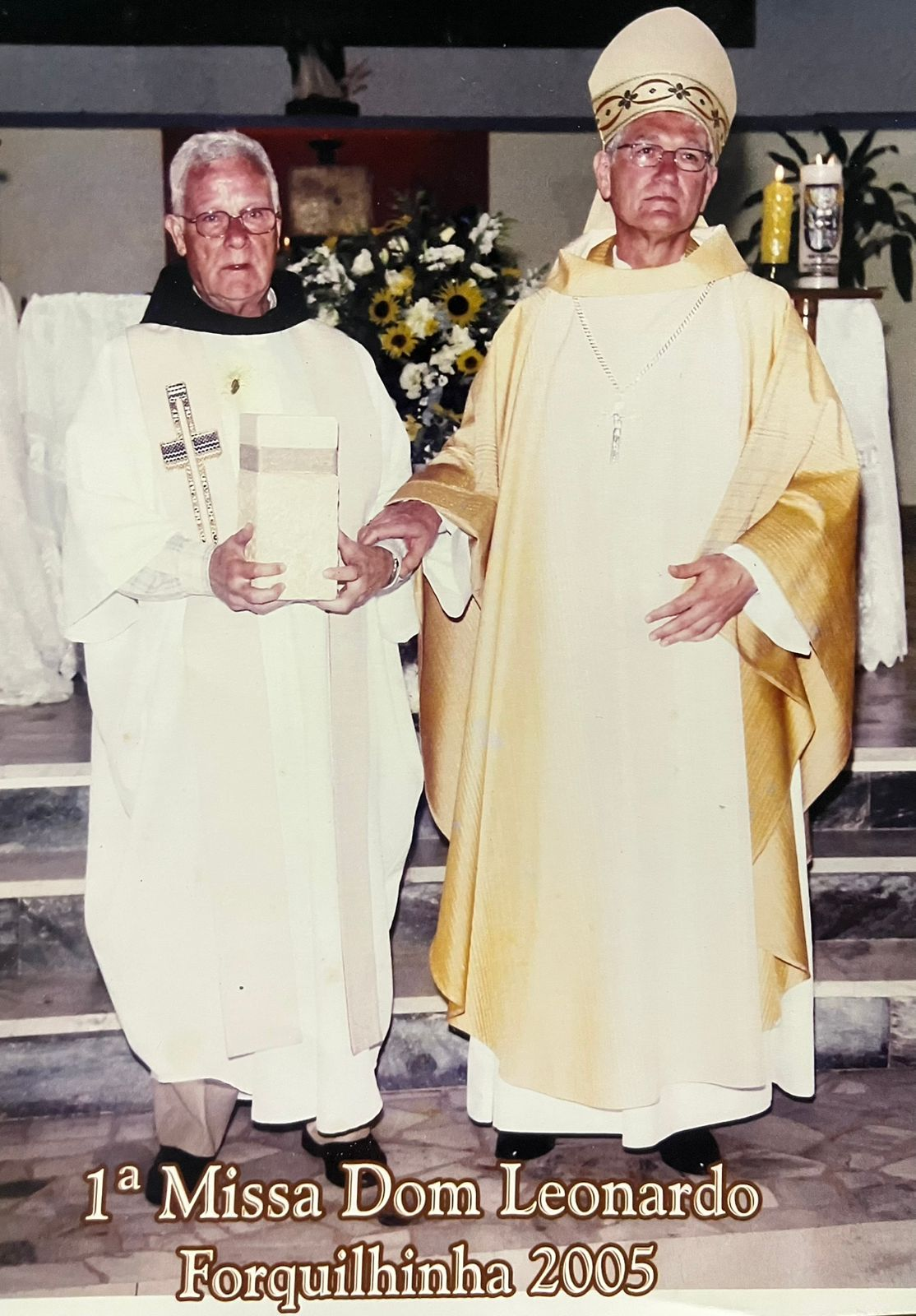
Dom Leonardo em sua primeira missa enquanto bispo em Forquilhinha. Ao seu lado, seu irmão Frei Wilson.

Aos 2 de fevereiro de 2005 foi nomeado bispo pelo Papa João Paulo II para a Prelazia de São Félix, situada no estado de Mato Grosso. Foi ordenado bispo no dia 16 de abril do mesmo ano na Catedral São Paulo Apóstolo, em Blumenau, pelo Cardeal Dom Paulo Evaristo Arns.
De 2007 a 2011 foi membro da Comissão Episcopal Pastoral para os Ministérios Ordenados e a Vida Consagrada da CNBB e vice-presidente do regional Oeste-2.
No dia 10 de maio de 2011 foi eleito secretário-geral da CNBB. Por conta de seu novo encargo, no dia 21 de setembro de 2011, o Papa Bento XVI o nomeou bispo auxiliar da Arquidiocese de Brasília.
Foi eleito como membro delegado pela CNBB para participar como Padre Sinodal da 13ª Assembleia Geral Ordinária do Sínodo dos Bispos realizado no Vaticano de 7 a 28 de outubro de 2012.
No dia 20 de abril de 2015 foi reeleito secretário-geral da CNBB. Em 7 de maio de 2019 Dom Joel Portella Amado é eleito novo Secretário-Geral da CNBB.
No dia 27 de novembro de 2019 foi nomeado pelo Papa Francisco como arcebispo da Arquidiocese de Manaus.
Durante o Regina Caeli de 29 de maio de 2022, o Papa Francisco anunciou sua criação como cardeal no Consistório realizado em 27 de agosto. Recebeu o anel cardinalício, o barrete vermelho e o título de cardeal-presbítero de São Leonardo de Porto Maurizio na Acilia.
Em 30 de setembro de 2023, durante a XXV Assembleia Geral do Conselho Indigenista Missionário, foi eleito seu presidente, para um mandato de 4 anos.

## Conclave de 2025

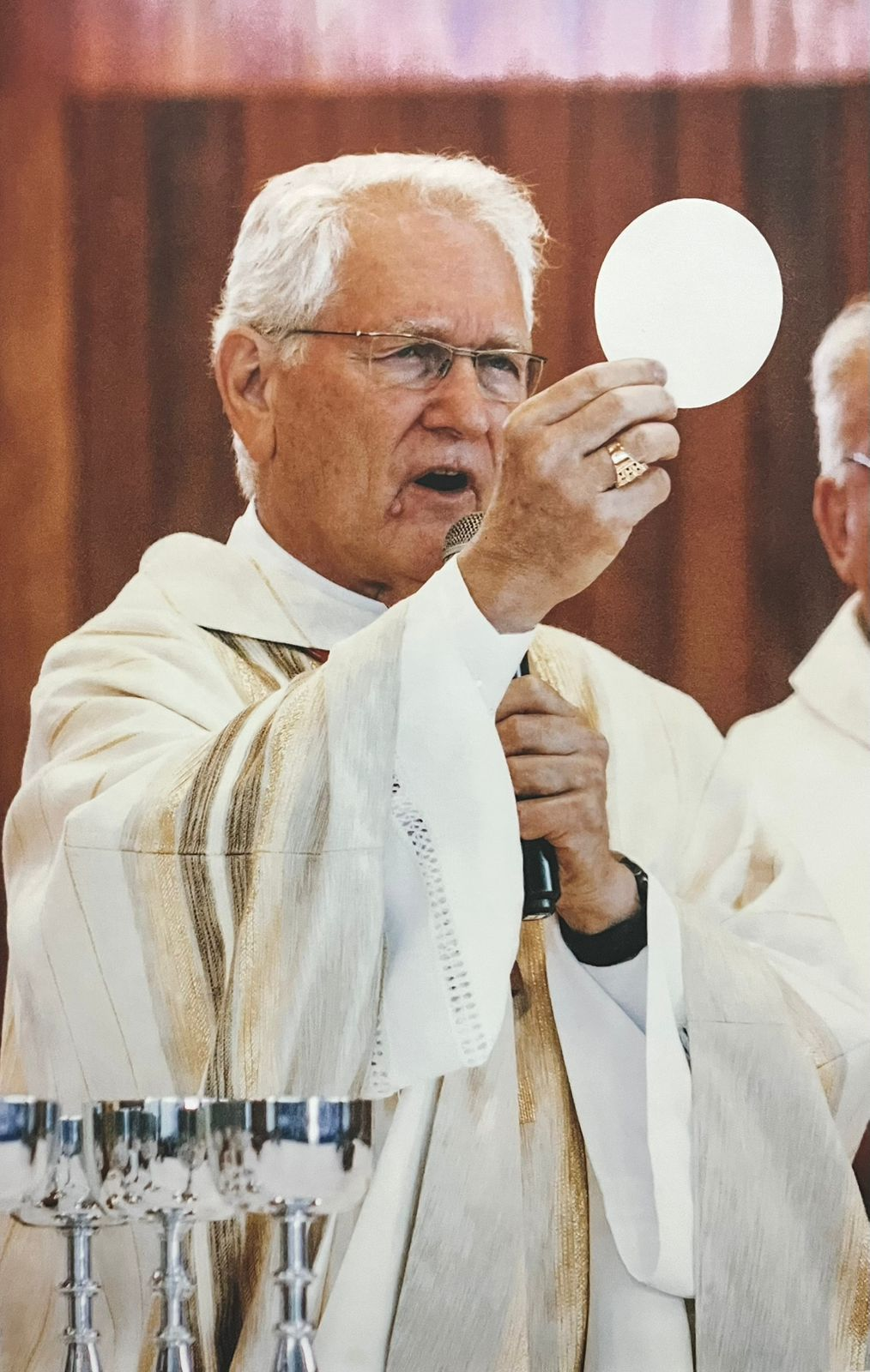
Dom Leonardo em sua primeira missa enquanto Cardeal em Forquilhinha.

Com a morte do Papa Francisco, ocorrida em 21 de abril de 2025, a Igreja Católica iniciou os preparativos para o funeral do Santo Padre, além dos arranjos para a escolha de seu sucessor. O conclave que elegerá o novo pontífice está previsto para ter início na segunda semana de maio, no dia 7.
Até o dia 29 de abril, os principais cotados para assumir o Trono de Pedro eram os cardeais Pietro Parolin, Matteo Zuppi, Pierbattista Pizzaballa, Luis Antonio Tagle e Peter Erdő.
O nome de Dom Leonardo começou a ser considerado como um dos possíveis sucessores de Francisco apenas após uma reportagem publicada pela agência de notícias britânica Reuters, em 2 de maio. Na matéria, a agência apontava Dom Leonardo como um candidato forte ao papado, o que despertou a atenção da comunidade católica internacional e passou a colocá-lo no centro das especulações sobre o futuro líder da Igreja. Até então, seu nome não figurava entre os favoritos como sucessor.
Contudo, antes mesmo da Reuters apontar Dom Leonardo como um possível sucessor de Francisco, o principal expoente da Teologia da Libertação no Brasil, o escritor e filósofo Leonardo Boff, já havia manifestado seu apoio ao cardeal de Manaus, Dom Leonardo Steiner. Por meio de sua conta na rede social X (antigo Twitter), Boff apostou publicamente na escolha de Steiner para ocupar o trono de Pedro. Professor emérito de Ética, Filosofia da Religião e Ecologia da Universidade do Estado do Rio de Janeiro (UERJ), Boff afirmou que o cardeal amazonense conta com respaldo entre os eleitores do conclave, utilizando suas redes sociais para declarar: "No Conclave não age só o Espírito Santo, mas também bastante política na escolha dos candidatos. Tenho um: a Amazônia vai estar no centro dos debates por causa do clamor ecológico. Nos 8 países amazônicos, há um só Cardeal Leonardo Steiner, de Manaus. É o meu candidato. Será a surpresa".
Diretamente de Roma, no dia 4 de maio, o cardeal encaminhou uma mensagem oficial à Arquidiocese de Manaus, na qual declarou: “Pude rezar diante do corpo de Papa Francisco em nome de todos. Muitos me haviam pedido que rezasse. Todos foram lembrados.” Na ocasião, solicitou ainda orações por todos os cardeais eleitores, “para que nos deixemos guiar pelo Espírito Santo”.

## Ordenações episcopais
Dom Leonardo Steiner foi o principal sagrante dos seguintes bispos:
- Evaristo Pascoal Spengler, O.F.M. (2016)
- José Altevir da Silva, C.S.Sp. (2017)
- Zenildo Lima da Silva (2023)
- Joaquim Hudson de Souza Ribeiro (2024)
- Raimundo Vanthuy Neto (2024)
- Samuel Ferreira de Lima, O.F.M. (2025)

E foi consagrante de:
- Jaime Spengler, O.F.M. (2011)
- João Muniz Alves, O.F.M. (2016)
- Luiz Carlos Dias (2016)
- Lucio Nicoletto (2024)